# Erik Wallberg
Erik Wallberg, född 7 juli 1770 i Askers socken, Närkes och Värmlands län, död 14 maj 1824 i Linköping, Östergötlands län, var en svensk instrumentmakare. Han var violinmakare och snickare 1803–1824 i Linköping.

## Biografi
Erik Wallberg föddes 7 juli 1770 i Värsta, Askers socken. Han var son till snickaren Abraham Wallberg (1738–1780) och Stina Lisa Stenia (född 1739). Wallberg flyttade 26 september 1789 till Örebro. Han flyttade 1796 till Linköping och blev snickargesäll hos orgelbyggaren Pehr Schiörlin.
Wallberg gifte sig 2 januari 1803 i Linköping med Maria Forsberg (född 1779). De fick tillsammans dotter Maria Wilhelmina (född 1808). Den 7 april 1803 fick han hallrättens tillstånd att arbeta som fiolmakare i staden. Familjen flyttade 1805 till Sankt Pers kvarter 46. Han började där att arbeta som snickare och violinmakare. 1808 flyttade familjen till Sankt Lars kvarter 75.
Wallberg gifte sig andra gången 6 oktober 1811 i Linköping med Maria Elisabet Norrqvist (1775–1824). De fick tillsammans barnen Anders Fredric (född 1812) och Johan Reinhold (född 1815). Familjen flyttade 1814 till Tannefors kvarter 28. Wallberg arbetade även som stockmakare vid Andra livgrenadjärregementet. Han avled 12 maj 1824 och begravdes 18 maj samma år. Hans hustru avled strax därefter och drunknade i Stångån den 27 juni.

## Fioler
Statistik över tillverkade fioler av Wallberg.
| År   | Fioler                                              | Värde (summa) |
| ---- | --------------------------------------------------- | ------------- |
| 1803 | 5 fioler samt åtskilliga mera lackerade arbeten     | 28,24         |
| 1804 |                                                     |               |
| 1805 | 4 fioler med tillbehör                              | 26,30,8       |
| 1806 | 5 fioler                                            | 68,9,4        |
| 1807 | 4 fioler och flera stråkar                          | 28,32         |
| 1808 | 1 mindre fiol och 14 stråkar.                       | 14            |
| 1809 | 3 fioler. 3 1/2 dussin mindre och större stråkar.   | 56            |
| 1810 | 7 större och mindre fioler.                         | 68            |
| 1811 | 6 fioler                                            | 70            |
| 1812 | 1 fiol och fiolstråkar                              | 64            |
| 1813 | Fiolstråkar                                         | 25            |
| 1814 | Reparerat några fioler                              | 30            |
| 1815 | Reparerat några fioler och tillverkat några stråkar | 40            |
| 1816 | Reparerat några fioler                              | 30            |
| 1817 | Reparerat några fioler och tillverkat några stråkar | 60            |
| 1818 | Reparerat några fioler och tillverkat några stråkar | 56            |
| 1819 | Reparerat några fioler och tillverkat några stråkar | 54            |
| 1820 | -                                                   | -             |
| 1821 | -                                                   | -             |
| 1822 | -                                                   | -             |
| 1823 | -                                                   | -             |